# John van der Wiel
John van der Wiel (Leiden, 9 d'agost de 1959) és un jugador d'escacs neerlandès, que té el títol de Gran Mestre des de 1982.
A la llista d'Elo de la FIDE del gener de 2022 hi tenia un Elo de 2391 punts, cosa que en feia el jugador número 61 (en actiu) dels Països Baixos. El seu màxim Elo va ser de 2590 punts, a la llista de gener de 1987.

## Resultats destacats en competició
Fou Campió d'Europa juvenil a Groningen el 1978/79, i Campió dels Països Baixos el 1984 i el 1986. El setembre de 1978 va participar al Campionat del món juvenil a Graz, Àustria, i hi acabà en un magnífic 7è lloc, empatat amb Marcel Sisniega (el campió fou Serguei Dolmatov).
Va participar en diversos Interzonals: el 1982, a Moscou, hi acabà en 11è-12è lloc, i el 1985, a l'interzonal de Biel, hi fou 4t-6è (i va perdre un playoff de desempat amb una plaça en joc per la final del Torneig de Candidats en favor de Nigel Short). D'altres bons resultats en torneigs internacionals són un empat a la 4a-5a plaça a Sotxi (1980), 1r lloc al Torneig d'escacs Corus (B) de Wijk aan Zee (1981), 3r-4t a Wijk aan Zee (1982), i Novi Sad (1982). Van der Wiel ha estat també un reconegut "matador de computadores".

## Participació en competicions per equips
Van der Wiel va participar, representant els Països Baixos, en nou Olimpíades d'escacs, les dels anys 1980, 1982 i 1984, i posteriorment de forma continuada totes les celebrades entre 1988 i 1998. Va guanyar-hi una medalla de bronze per equips el 1988.